# Cinta honorífica de graduat en la instrucció bàsica
La Cinta honorífica de graduat en la instrucció bàsica (anglès: basic training honor graduate ribbon) és una distinció de les Forces Aèries dels Estats Units i dels Guardacostes que reconeix els reclutes que s'han graduat a la fi del període d'instrucció militar bàsica.

## Guardacostes

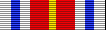
Cinta honorífica de graduat en la instrucció bàsica dels Guardacostes.

La cinta honorífica de graduat en la instrucció bàsica dels Guardacostes (Coast Guard basic training honor graduate ribbon) va ser la primera a crear-se, i va ser el 3 de març de 1984, sent atorgat per primer cop a l'abril d'aquell mateix any. És atorgat a tots aquells membres del servei que al graduar-se estiguin dins del 3% millors alumnes de la promoció.
Pot atorgar-se de manera retroactiva. En aquests casos, la cinta s'atorgarà per la instrucció bàsica anterior al 1984. En aquests casos, s'haurà de presentar documentació acreditativa i una sol·licitud escrita.

## Força Aèria

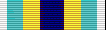
Cinta honorífica de graduat en la instrucció bàsica de la Força Aèria

La cinta honorífica de graduat en la instrucció bàsica de la Força Aèria (Air Force Basic Military Training Honor Graduate Ribbon) va establir-se a l'abril de 1976, per ordre del Cap de l'Estat Major de l'Aire, General David Charles Jones. És atorgada als graduats amb Honor al BMT (Entrenament Militar Bàsic) que, després del 29 de juliol de 1976, hagin demostrat excel·lència en totes les fases de la preparació acadèmica i militar.
Només pot atorgar-se una vegada, i no es pot atorgar de manera retroactiva.